# Christmas Blues
Christmas Blues è il terzo album in studio (il primo natalizio) della cantante statunitense Sabrina Claudio, pubblicato nel 2020.

## Tracce
1. I Just Melt – 2:45
2. The Christmas Song – 2:42
3. Christmas Blues (with The Weeknd) – 3:25
4. Oh Holy Night – 3:19
5. Winter Time (with Alicia Keys) – 3:02
6. Have Yourself a Merry Little Christmas – 3:54
7. Short Red Silk Lingerie – 3:25
8. Warm December – 3:16